# Streptocaulon parviflorum
Streptocaulon parviflorum là một loài thực vật có hoa trong họ La bố ma. Loài này được Jean Louis Marie Poiret miêu tả khoa học đầu tiên năm 1804 dưới danh pháp Periploca parviflora. Năm 1837 George Don chuyển nó sang chi Streptocaulon.